# Hypercarnivoor
Hypercarnivoren zijn dieren waarvan minstens 70% van de voedselinname uit vlees bestaat.
Hondachtigen zijn over het algemeen hypercarnivoor wanneer de soort groter is dan 21 kilo. De reden hiervoor heeft waarschijnlijk te maken met de energiehuishouding van het dier, dat veel meer energie nodig heeft dan kan geleverd worden door kleinere prooidieren.
Grote hypercarnivoren zijn vaak gevoeliger voor uitsterven. Ze zijn namelijk afhankelijk van grote prooidieren, waarvan er relatief minder zijn. Bovendien lopen deze grote prooidieren een groter risico uit te sterven wanneer er een veranderingen in het milieu plaatsvinden, zoals bijvoorbeeld een klimatologische wijziging.